# Late Xiajiadiancultuur
De Late Xiajiadiancultuur (vereenvoudigd Chinees: 夏家店上层文化; traditioneel Chinees: 夏家店上層文化; Hanyu pinyin: Xià jiā diàn shàngcéng wénhuà) (ca. 1000-600 v.Chr.) was een archeologische cultuur van de bronstijd in Noordoost-China, in de traditie van de bronstijdculturen van de Euraziatische steppe. De typesite wordt vertegenwoordigd door de bovenste laag bij Xiajiadian, Chifeng, Binnen-Mongolië.
De cultuur wordt voornamelijk gevonden in het zuidoosten van Binnen-Mongolië, Noord-Hebei en westelijk Liaoning. De verspreiding was iets groter dan die van de voorafgaande Vroege Xiajiadiancultuur, en bereikte gebieden ten noorden van de Xar Moron-rivier. 
In vergelijking met de Vroege Xiajiadiancultuur was het bevolkingsniveau lager, minder dicht en meer wijdverbreid. De cultuur was nog steeds sterk gebaseerd op de landbouw, maar tendeerde naar een meer pastorale, nomadische levensstijl. Dit is te verklaren met een aanpassing aan klimaatverandering: het werd kouder en droger dan voorheen. De neolithische cultuur met haar tweeduizend jaar intensieve exploitatie van het milieu had het landschap veranderd, hetgeen samen met de klimaatverandering een uitputting van hulpbronnen veroorzaakte. De sociale structuur veranderde van een stammensamenleving naar die van een chiefdom. 
Het aardewerk van de Late Xiajiadiancultuur was van mindere kwaliteit dan dat van de Vroege Xiajiadiancultuur. Dit werd echter gecompenseerd door hun superieure bronzen, benen en stenen artefacten. De cultuur staat bekend om haar bronzen artefacten zoals dolken, bijlen, beitels, pijlpunten, messen en helmen. Late Xiajiadian-bronzen waren versierd met dierlijke en natuurlijke motieven, die mogelijke Scythische affiniteiten suggereren en duiden op voortdurende culturele contacten en uitwisselingen op de Euraziatische steppe. Het lokaal geproduceerde bronzen vaatwerk was veel kleiner dan vergelijkbare bronzen van de Zhou-staten. In de latere periodes werden Zhou-stijl dolk-bijlen en bronzen vaatwerk gevonden op Late Xiajiadian-sites. In één geval werden bronzen vaten van de heersende familie van de Xu-staat ontdekt in een Late Xiajiadian-graf in Xiaoheishigou, aangetoond door de inscripties op een van de vaten.
De Late Xiajiadiancultuur toont een drastische verandering van levensstijl in vergelijking met de Vroege Xiajiadiancultuur. De Late Xiajiadiancultuur legde minder nadruk op permanente bouwwerken, waarbij men vaak Vroege Xiajiadian-structuren opnieuw bezette of de stenen ervan hergebruikte. Het paard werd belangrijk voor de cultuur, zoals blijkt uit de overblijfselen van paarden en paardentuig op Late Xiajiadian-sites. De cultuur verwijderde zich ook van een gecentraliseerde sociale organisatie, gezien er op de sites geen bewijs voor grote openbare werken gevonden is. De belangrijkste eiwitbron veranderde van varkens naar schapen en geiten. De cultuur bouwde extravagantere graven voor zijn elites dan de Vroege Xiajiadian, met talrijkere en uitgebreidere grafgiften. Kenmerkend voor Late Xiajiadian-begrafenissen waren de grafheuvels.